# 玫瑰西魔山
玫瑰西魔山（譯自日語「 Mekuishimo-zan」，意為「地形破碎之地」），又譯美奎西莫山或玫瑰西莫山，是位於臺灣新北市烏來區福山里與桃園市復興區華陵里交界的一座山峰，也是山名中有「魔」字的「臺灣四魔」之一，屬於雪山山脈，海拔1,875.6公尺。山頂無基石，但立有標註山名的不鏽鋼活動基柱。稜線與西北方的新北第一高峰塔曼山，以及南方的新北第二高峰巴博庫魯山相連，整體呈西北－東南走向，構成新北市與桃園市交界線的南端，合稱「塔魔巴」，登山者常沿此稜線縱走這三座山。稜線東北側為南勢溪上游札孔溪流域，西南側為三光溪上游塔曼溪流域。